# Рязановка (Костанайская область)
Рязановка (каз. Рязанов) — село в Костанайском районе Костанайской области Казахстана. Входит в состав Майкольского сельского округа. Находится примерно в 19 км к северо-западу от центра города Костаная. Код КАТО — 395447400.
В 3 км к востоку находится озеро Попова.

## Население
В 1999 году население села составляло 327 человек (169 мужчин и 158 женщин). По данным переписи 2009 года, в селе проживало 312 человек (158 мужчин и 154 женщины).